# Javier Fernández López

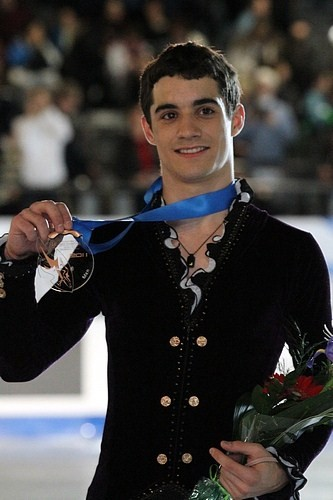
Winnaar Grand Prix 2011

Javier Fernández López (Madrid, 15 april 1991) is een Spaanse kunstschaatser. Hij is de eerste Spanjaard die medailles won bij het Wereldkampioenschap, het Europees kampioenschap en de Olympische Spelen.

## Carrière
Javier begon met schaatsen op 6-jarige leeftijd, in navolging van zijn oudere zus. Toen hij acht jaar was, gaf hij zijn andere sporten op en op 12-jarige leeftijd maakte hij zijn eerste drievoudige sprong. Toen hij 17 jaar was werd Nikolai Morozov zijn coach. De eerste twee jaar trainden ze in de Verenigde Staten, daarna ging Morozov terug naar Rusland, en werd de training daar voortgezet. Javier Fernández is de eerste Spanjaard die de drievoudige Axel en de viervoudige Salchow sprong. Hij traint sinds medio 2011 op de Granite Club in Toronto bij Brian Orser, die zelf op de Olympische Spelen van 1984 en 1988 een zilveren medaille won.
Internationale wedstrijden
Op 20-jarige leeftijd won hij in het seizoen 2011/12 brons in de finale van de ISU Grand Prix. In het seizoen 2012/13 won hij Skate Canada, werd hij Europees kampioen en behaalde hij brons bij het wereldkampioenschap. In 2013/14 prolongeerde hij zowel zijn Europese titel als bronzen medaille bij het WK. In 2014/15 en 2015/16 won hij beide kampioenschappen en zegevierde eveneens beide seizoenen in de Cup of Russia. Bij de GP-finale werd hij beide seizoenen tweede.
In 2010 en 2014 deed hij mee aan de Olympische Winterspelen, waarbij hij in 2014 bij de openingsceremonie de vlag mocht dragen. Achtereenvolgens eindigde hij als veertiende en vierde en in 2018 de bronzen medaille.
Nationaal
Hij werd drie keer nationaal kampioen bij de junioren. Bij de senioren werd hij zes keer nationaal kampioen (2009/10 en van 2011/12-2015/16) en behaalde in het seizoen 2010/11 een zilveren medaille.

## Belangrijke resultaten
| Resultaten              | 06/07 | 07/08 | 08/09 | 09/10 | 10/11  | 11/12 | 12/13 | 13/14 | 14/15  | 15/16  | 16/17 | 17/18 | 18/19 |
| ----------------------- | ----- | ----- | ----- | ----- | ------ | ----- | ----- | ----- | ------ | ------ | ----- | ----- | ----- |
| Olympische Spelen       |       |       |       | 14e   |        |       |       | 4e    |        |        |       | Brons |       |
| Wereldkampioenschap     | 35e   | 30e   | 19e   | 12e   | 10e    | 9e    | Brons | Brons | Goud   | Goud   | 4e    |       |       |
| Europees kampioenschap  | 28e   | 17e   | 11e   | 8e    | 9e     | 6e    | Goud  | Goud  | Goud   | Goud   | Goud  | Goud  | Goud  |
| Grand Prix-finale       |       |       |       |       |        | Brons | 4e    |       | Zilver | Zilver | 4e    |       |       |
| Nationaal kampioenschap |       |       |       | Goud  | Zilver | Goud  | Goud  | Goud  | Goud   | Goud   | Goud  | Goud  |       |
| WK junioren             |       | 13e   |       |       |        |       |       |       |        |        |       |       |       |
| NK junioren             | Goud  | Goud  | Goud  |       |        |       |       |       |        |        |       |       |       |

## Persoonlijke records
| records             | punten | datum      | toernooi |
| ------------------- | ------ | ---------- | -------- |
| Hoogste totaalscore | 314.93 | 01-04-2016 | WK       |
| Hoogste korte kür   | 109.05 | 30-03-2017 | WK       |
| Hoogste lange kür   | 216.41 | 01-04-2016 | WK       |

- Biblioteca Nacional de España: XX5644961
- Virtual International Authority File: 7221148122908695200005
- WorldCat: E39PBJr3wPgT9crFrx3qhQKTpP